# США на літніх Олімпійських іграх 1948
США на літніх Олімпійських іграх 1948 представляли 300 спортсменів — 262 чоловіки та 38 жінок. 

## Медалісти
| Медаль | Спортсмен | Вид спорту                       | Дисципліна                                |
| ------ | --- | -------------------------------- | ----------------------------------------- |
| Золото | Гарісон Діллард | Легка атлетика                   | Чоловіки, біг на 100 метрів               |
| Золото | Мел Паттон | Легка атлетика                   | Чоловіки, біг на 200 метрів               |
| Золото | Мел Вітфілд | Легка атлетика                   | Чоловіки, біг на 800 метрів               |
| Золото | Вільям Портер | Легка атлетика                   | Чоловіки, біг на 110 метрів з бар'єрами   |
| Золото | Рой Кокрана | Легка атлетика                   | Чоловіки, біг на 400 метрів з бар'єрами   |
| Золото | Барні Юелл Лоренцо Райт Гарісон Діллард Мел Паттон | Легка атлетика                   | Чоловіки, естафета 4х100 метрів           |
| Золото | Артур Гарнден Кліфф Борланд Рой Кокрана Мел Вітфілд | Легка атлетика                   | Чоловіки, естафета 4х400 метрів           |
| Золото | Віллі Стіл | Легка атлетика                   | Чоловіки, стрибки в довжину               |
| Золото | Гинн Сміт | Легка атлетика                   | Чоловіки, стрибки з жердиною              |
| Золото | Вілбер Томпсон | Легка атлетика                   | Чоловіки, штовхання ядра                  |
| Золото | Роберт Метіас | Легка атлетика                   | Чоловіки, десятиборстві                   |
| Золото | Еліс Коучмен | Легка атлетика                   | Жінки, стрибки у висоту                   |
| Золото | Кліфф Баркер Дон Барксдейл Лью Бек Ральф Бірд Вінс Боріла Алекс Гроза Воллес Джонс Гордон Карпентер Боб Керленд Рей Лампп Роберт Піттс Джесс Реніке Роберт Робінсон Кенні Роллінс | Баскетбол                        | Чоловіки                                  |
| Золото | Стівен Лисак Стівен Макновскі | Веслування на байдарках та каное | Чоловіки, каное-двійка, 10 000 м          |
| Золото | Брюс Гарлан | Стрибки у воду                   | Чоловіки, трамплін, 3 м                   |
| Золото | Семмі Лі | Стрибки у воду                   | Чоловіки, вишка, 10 м                     |
| Золото | Вікторія Дрейвс | Стрибки у воду                   | Жінки, трамплін, 3 м                      |
| Золото | Вікторія Дрейвс | Стрибки у воду                   | Жінки, вишка, 10 м                        |
| Золото | Френк Генрі Чарльз Андерсон Ерл Томсон | Кінний спорт                     | Чоловіки, командне триборство             |
| Золото | Воррен Вестлунд Боб Мартін Боб Вілл Горді Джованеллі Аллан Морган | Академічне веслування            | Чоловіки, четвірки з рульовим             |
| Золото | Іен Тернер Дейв Тернер Джеймс Гарді Джордж Альгрен Ллойд Батлер Девід Браун Юстус Сміт Джон Стек Ральф Перчейз                                                                    | Академічне веслування            | Чоловіки, вісімки                         |
| Золото | Артур Кук | Стрільба кульова                 | Чоловіки, гвинтівка, «лежачи», 50 м       |
| Золото | Волтер Рис | Плавання                         | Чоловіки, 100 м вільним стилем            |
| Золото | Вільям Сміт | Плавання                         | Чоловіки, 400 м вільним стилем            |
| Золото | Джеймс Маклейн | Плавання                         | Чоловіки, 1500 м вільним стилем           |
| Золото | Аллен Стек | Плавання                         | Чоловіки, 100 м на спині                  |
| Золото | Джо Вердьюр | Плавання                         | Чоловіки, 200 м брасом                    |
| Золото | Волтер Рис Джеймс Маклейн Воллі Вулф Вільям Сміт | Плавання                         | Чоловіки, естафета 4х200 м вільним стилем |
| Золото | Енн Кертіс | Плавання                         | Жінки, 400 м вільним стилем               |
| Золото | Марі Коррідон Тельма Калама Бренда Гельсер Енн Кертіс | Плавання                         | Жінки, естафета 4х100 м вільним стилем    |
| Золото | Джозеф Діпьетро | Важка атлетика                   | Чоловіки, до 56 кг                        |
| Золото | Френк Спеллман | Важка атлетика                   | Чоловіки, до 75 кг                        |
| Золото | Стенлі Станчік | Важка атлетика                   | Чоловіки, до 82,5 кг                      |
| Золото | Джон Девіс | Важка атлетика                   | Чоловіки, понад 82,5 кг                   |
| Золото | Глен Бренд | Вільна боротьба                  | Чоловіки, до 79 кг                        |
| Золото | Генрі Віттенберг | Вільна боротьба                  | Чоловіки, до 87 кг                        |
| Золото | Гіларі Смарт Пол Смарт | Вітрильний спорт                 | Клас «Зоряний»                            |
| Золото | Герман Вітон Альфред Луміс Джеймс Вікз Джеймс Сміт Майкл Муні | Вітрильний спорт                 | Клас «6 метрів»                           |
| Срібло | Барні Юелл | Легка атлетика                   | Чоловіки, біг на 100 метрів               |
| Срібло | Барні Юелл | Легка атлетика                   | Чоловіки, біг на 200 метрів               |
| Срібло | Клайд Скотт | Легка атлетика                   | Чоловіки, біг на 110 метрів з бар'єрами   |
| Срібло | Джим Делейні | Легка атлетика                   | Чоловіки, штовхання ядра                  |
| Срібло | Стів Сеймур | Легка атлетика                   | Чоловіки, метання списа                   |
| Срібло | Генк Геррінґ | Бокс                             | Чоловіки, до 67 кг                        |
| Срібло | Стівен Лисак Стівен Макновскі | Веслування на байдарках та каное | Чоловіки, каное-двійка, 1 000 м           |
| Срібло | Френк Гевенс | Веслування на байдарках та каное | чоловіки, каное-одиночка, 10 000 м        |
| Срібло | Міллер Андерсон | Стрибки у воду                   | Чоловіки, трамплін, 3 м                   |
| Срібло | Брюс Гарлан | Стрибки у воду                   | Чоловіки, вишка, 10 м                     |
| Срібло | Зої Енн Ольсен-Йенсен | Стрибки у воду                   | Жінки, трамплін, 3 м                      |
| Срібло | Петсі Ельсенер | Стрибки у воду                   | Жінки, вишка, 10 м                        |
| Срібло | Френк Генрі | Кінний спорт                     | Чоловіки, індивідуальне триборство        |
| Срібло | Роберт Борг Френк Генрі Ерл Томсон | Кінний спорт                     | Чоловіки, командна виїждження             |
| Срібло | Джордж Мур | Сучасне п'ятиборство             | Чоловіки, особиста першість               |
| Срібло | Волтер Томсен | стрільба кульова                 | Чоловіки, гвинтівка, «лежачи», 50 м       |
| Срібло | Алан Форд | Плавання                         | Чоловіки, 100 м вільним стилем            |
| Срібло | Джеймс Маклейн | Плавання                         | Чоловіки, 400 м вільним стилем            |
| Срібло | Роберт Ковелл | Плавання                         | Чоловіки, 100 м на спині                  |
| Срібло | Кейт Картер | Плавання                         | Чоловіки, 200 м брасом                    |
| Срібло | Енн Кертіс | Плавання                         | Жінки, 100 м вільним стилем               |
| Срібло | Сьюзен Циммерман | Плавання                         | Жінки, 100 м на спині                     |
| Срібло | Пітер Джордж | Важка атлетика                   | Чоловіки, до 75 кг                        |
| Срібло | Гарольд Саката | Важка атлетика                   | Чоловіки, до 82,5 кг                      |
| Срібло | Норберт Шеманські | Важка атлетика                   | Чоловіки, понад 82,5 кг                   |
| Срібло | Джеральд Лиман | вільна боротьба                  | Чоловіки, до 57 кг                        |
| Срібло | Ральф Еванс | Вітрильний спорт                 | Клас «Світлячок»                          |
| Бронза | Мел Вітфілд | Легка атлетика                   | Чоловіки, біг на 400 метрів               |
| Бронза | Крейг Діксон | Легка атлетика                   | Чоловіки, біг на 110 метрів з бар'єрами   |
| Бронза | Джордж Станіч | Легка атлетика                   | Чоловіки, стрибки у висоту                |
| Бронза | Боб Річардс | Легка атлетика                   | Чоловіки, стрибки з жердиною              |
| Бронза | Герб Дуглас | Легка атлетика                   | Чоловіки, стрибки в довжину               |
| Бронза | Джим Фукс | Легка атлетика                   | Чоловіки, штовхання ядра                  |
| Бронза | Форчун Гордайен | Легка атлетика                   | Чоловіки, метання диска                   |
| Бронза | Боб Беннетт | Легка атлетика                   | Чоловіки, метання молота                  |
| Бронза | Флойд Сіммонс | Легка атлетика                   | Чоловіки, десятиборстві                   |
| Бронза | Одрі Паттерсон | Легка атлетика                   | Жінки, біг на 200 метрів                  |
| Бронза | Семмі Чи | Стрибки у воду                   | Чоловіки, трамплін, 3 м                   |
| Бронза | Петсі Ельсенер | Стрибки у воду                   | Жінки, трамплін, 3 м                      |
| Бронза | Норман Армітаж Джордж Ворт Тібор Ньілаш Дін Сетруло Мігель де Капрілес Джеймс Флінн                                                                                               | Фехтування                       | Чоловіки, шабля, командна першість        |
| Бронза | Гелен Шифа Клара Шрот Мета Ельст Меріен Бароне Ладислава Баканіч Конні Каруччі-Ленц Аніта Сімоніс Дороті Далтон                                                                   | Спортивна гімнастика             | Жінки, командна першість                  |
| Бронза | Фред Кінгсбері Стю Гріффінг Грег Гейтс Роберт Перью | Академічне веслування            | Чоловіки, четвірка розпашні без рульового |
| Бронза | Роберт Сол | Плавання                         | Чоловіки, 200 м брасом                    |
| Бронза | Річард Том | Важка атлетика                   | Чоловіки, до 56 кг                        |
| Бронза | Леланд Меррілл | Вільна боротьба                  | Чоловіки, до 73 кг                        |
| Бронза | Вуді Пірі Овен Торрі | Вітрильний спорт                 | Клас «Зоряний»                            |